# 鳴海周次郎
鳴海 周次郎（なるみ しゅうじろう、旧姓・平山、1887年（明治20年）3月1日 - 1969年（昭和44年）7月25日）は、日本の政治家、実業家、青森県多額納税者。青森県西津軽郡会議員。貴族院議員。鳴海銀行頭取。陸奥銀行、松木屋呉服店、津軽酒造各取締役。青森貯蓄銀行、第五十九銀行、金木銀行各監査役。立誠銀行、金兵衛銀行各頭取・鳴海廉之助の養孫。

## 人物
青森県北津軽郡栄村（現・五所川原市）出身。平山雄太郎の二男、或いは三男。平山為之助の弟。古川和三郎の養子となり1920年、祖父・鳴海廉之助の後を承け家督を相続した。農業を営み、会社重役を務めた。
また、西津軽郡会議員、車力村会議員、青森県山林会評議員、同県産馬畜産組合連合会評議員、西北産馬組合副組長などを歴任し、1925年9月29日、貴族院多額納税者議員に選出され、交友倶楽部に所属、1932年9月28日まで一期務めた。
貴族院多額納税者議員選挙の互選資格を有した。住所は青森県西津軽郡車力村（現・つがる市）。

## 家族・親族
鳴海家
- 祖父・廉之助[8]（1854年 - 1920年、篤農家[11]、大地主、銀行家）
- 祖母・ハル（1869年 - ?、青森、佐々木傳十郎の妹）[4][7]
- 妻・ひさ（1892年 - ?、養父・古川和三郎の長女、和三郎の兄古川市三郎の娘は弘南鐵道社長菊池武憲、武憲の義弟は衆議院議員 高杉金作長男隆治）[4][7][12][13]
- 男・健太郎（1907年 - ?）[4][7]
- 養子・春一（1899年 - ?、養子・キヨの夫、青森、葛西與太郎の弟）[4][7]
- 長女（1910年 - ?、東京、宮越正治長男敬治の妻）[4]
- 三男、四女、五女、六男、七男[4]
- 孫[7]

親戚
- 実弟・津島季四郎（歯科医） - 津島源右衛門の養子。
- 義弟・佐々木寛造( 貴族院多額納税者議員佐々木嘉太郎 (初代)の孫)
- 実兄・平山為之助（津軽鉄道社長、衆議院議員）